# رهایی یهود

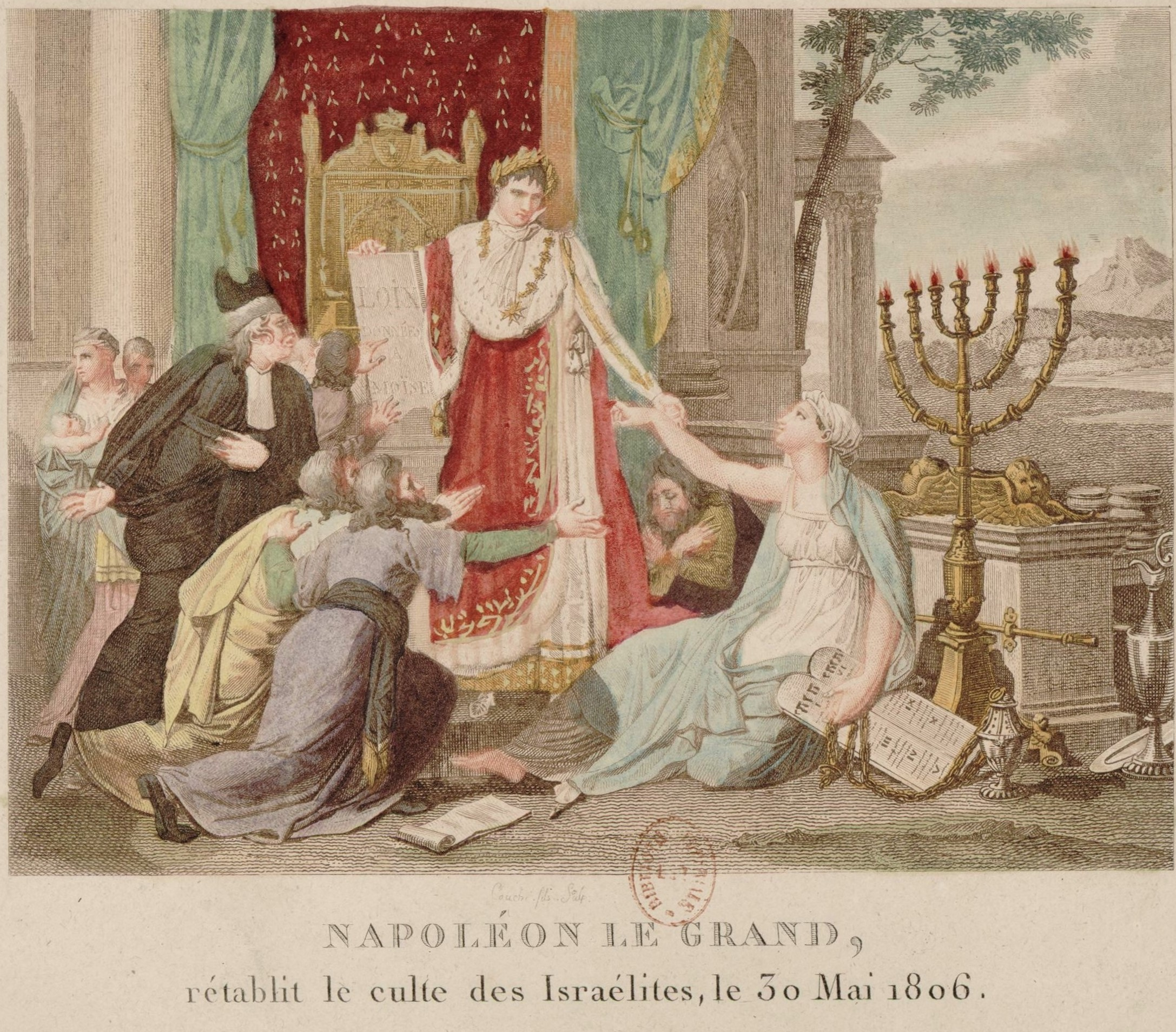
نقاشی فرانسوی چاپ ۱۸۰۶ ناپلئون بناپارت را در حال آزاد کردن یهودیان به تصویر می‌کشد.

رهایی یهودیان فرآیندی بود که در کشورهای مختلف اروپا برای از بین بردن محدودیت‌ها برای یهودیان انجام شد. به عنوان مثال، در این دوران سهمیه یهودیان، که یهودیان اروپایی در آن زمان مشمول آن بودند لغو شد و و یهودیان به عنوان شهروندان دارای حقوق برابر به رسمیت شناخته شدند. این فرایند شامل تلاش‌هایی برای ادغام یهودیان در جوامع اروپایی می‌شد. رهایی یهودیان به تدریج در فاصله‌ی اواخر قرن ۱۸ و اوایل قرن ۲۰ به وقوع پیوست.
رهایی یهودیان پس از عصر روشنگری و همزمان با هاسکالا یا روشنگری یهود رخ داد.  کشورهای مختلف قوانین تبعیض آمیز قبلی را که به طور خاص علیه یهودیان در محل سکونت آنها اعمال می شد، لغو یا جایگزین کردند. قبل از رهایی، اکثر یهودیان در مناطق مسکونی از بقیه جامعه منزوی بودند. رهایی هدف اصلی یهودیان اروپایی آن زمان بود که در جوامع خود برای مشارکت و آموزش گسترده‌تر فعالیت می کردند. با به دست آوردن شهروندی کامل یهودیان، بسیاری از آنها از نظر سیاسی و فرهنگی در جامعه مدنی اروپا فعال شدند. آنها به کشورهایی مثل پادشاهی متحده و آمریکا که فرصت‌های اجتماعی و اقتصادی بهتری داشتند مهاجرت کردند. . برخی از یهودیان اروپایی به سوسیالیسم  و برخی دیگر به صهیونیسم روی آوردند. 